# Francisco José Maldonado Collante
Francisco José Maldonado Collante, beter bekend onder de spelersnaam Tati, (San Fernando, Spanje, 2 juni 1981) was een Spaanse aanvaller.
Maldonado, een product van de jeugdopleiding van Real Betis, was vier seizoenen onder contract van deze Andalusische club. Hij maakte zijn intrede in de Primera División op 8 februari 2003 waar hij vijftien minuten speelde in de met 1-4 verloren thuiswedstrijd tegen  Real Madrid. Hij zou in totaal slechts viermaal optreden in twee seizoenen, waardoor besloten werd om hem achtereenvolgens uit te lenen aan AD Ceuta (Tercera División) en Lorca Deportiva (Segunda División A).
Bij deze ploegen kende hij succesvolle seizoenen, waardoor Real Betis hem tijdens de zomer van 2006 terug riep.  Wegens zijn bewondering voor het televisieprogramma 24, hij heeft namelijk ook een Jack Bauer tatoeage op zijn rechter scheenbeen, verkreeg hij shirt nummer 24. Hij bekoorde tijdens de vriendschappelijke wedstrijden van het voorseizoen en dwong dan ook een basisplaats af voor de eerste wedstrijd van het seizoen tegen Valencia CF, een uitwedstrijd die met 2–1  verloren ging.  Na verdere succesvolle wedstrijden tijdens het seizoen begin, viel hij buiten de ploeg toen de nieuwe coach Luis Fernández werd aangetrokken.  Daardoor kende hij op het einde van het seizoen enkel 15 optredens en kon hij geen enkel doelpunt scoren.
Tijdens het seizoen 2007–2008 werd Maldonado opnieuw uitgeleend, ditmaal aan het in Segunda División A spelend Gimnàstic de Tarragona.
Na een succesvol seizoen keert hij terug naar de Primera División, bij het net gepromoveerde Sporting de Gijón, waar hij een driejarig contract ondertekende
Na echter een slap tweede seizoen 2009–2010 zetten Maldonado een stapje terug en komt hij terecht bij FC Cartagena,  waar hij wegens een blessure de volledige heenronde van het seizoen mist.  Slechts voor de zevenentwinstigste wedstrijd tegen CD Tenerife werd de speler opgeroepen en viel in voor de laatste 20 minuten.  Hij kreeg nog een tweede kans, maar bewees enkel maar dat hij het niveau van de Segunda División A niet aankon.  We kunnen dan ook stellen dat hij een van de mislukte transfers was.  Ook tijdens het seizoen 2011-2012 kende hij slechts invalbeurten en besloot dan ook om in januari 2012 over te stappen naar reeksgenoot CD Xerez.  Zijn vier doelpunten in dertien wedstrijden, motiveerde het bestuur om hem ook een contract aan te bieden voor het seizoen 2012-2013.  De ploeg eindigde op de laatste plaats en verdween voor het daaropvolgende seizoen wegens financiële problemen.
De speler ging tijdens het seizoen 2013-2014 zijn geluk opzoeken in de Griekse tweede klasse bij Chania CF.  Dit laatste avontuur werd een totale mislukking, waarop de speler in november 2013 ontslagen werd.
Vanaf het seizoen 2014-2015 speelde hij voor de ploeg uit zijn geboorteplaats, CD San Fernando.  Deze ploeg was actief in de Tercera División.  Hij zou uitgroeien als een belangrijke speler van de ploeg.  Na de reguliere competitie eindigde de ploeg op een tweede plaats, maar tijdens de eindronde kon de promotie niet afgedwongen worden.  Het seizoen 2015-2016 werd afgesloten op een derde plaats, maar tijdens de eindronde werd wel de promotie naar Segunda División B afgedongen.  Na dit succes beëindigde Francisco zijn spelersloopbaan.